# Medida educacional
As medidas educacionais referem-se aos sistemas de mensuração do rendimento académico, tomando por base dados estatísticos. A avaliação da aprendizagem ganhou nova conotação nas últimas duas décadas, afastando-se do conceito mais quantitativo das medidas, buscando aproximar-se de critérios mais qualitativos. As medidas educacionais ocupam-se de:
- Critérios para testes escritos
- Cálculo de média, moda, mediana, desvio padrão
- Coleta e análise de dados